# Кавад II
Кавад II — шахиншах Ірану та ан-Ірану, з династії Сасанідів, правив кілька місяців 628 року.
Син Хосрова II від його дружини Марії — візантійської принцеси.

## Вступ на трон
Вступив на трон, поваливши свого батька Хосрова II, через те, що той вирішив передати трон своєму молодшому синові Марданшаху від шлюбу з його коханою дружиною Ширін.
Вступивши на престол, зупинив війну з Візантією з поступкою майже всіх колись завойованих на Близькому Сході та Палестині земель.

## Вбивство
Був убитий через рік, ймовірно, отруєний царицею Ширін. Його смерть стала каталізатором бунтів та повстань в Ірані, що призвело до ослаблення Сасанідської держави і, через 23 роки, до остаточного падіння.